# Triplosphaeria
Triplosphaeria är ett släkte av svampar. Triplosphaeria ingår i familjen Tetraplosphaeriaceae, ordningen Pleosporales, klassen Dothideomycetes, divisionen sporsäcksvampar och riket svampar.
|                | Tetraplosphaeria |
|                | |
| Triplosphaeria | \| \| Triplosphaeria acuta \| \| \| \| \| \| Triplosphaeria cylindrica \| \| \| \| \| \| Triplosphaeria maxima \| \| \| \| \| \| Triplosphaeria yezoensis \| \| \| \| |
|                | \| \| Triplosphaeria acuta \| \| \| \| \| \| Triplosphaeria cylindrica \| \| \| \| \| \| Triplosphaeria maxima \| \| \| \| \| \| Triplosphaeria yezoensis \| \| \| \| |
|                | Polyplosphaeria |
|                | |
|                | Pseudotetraploa |
|                | |
|                | Quadricrura |
|                | |
|                | Triplosphaeria acuta |
|                | |
|                | Triplosphaeria cylindrica |
|                | |
|                | Triplosphaeria maxima |
|                | |
|                | Triplosphaeria yezoensis |
|                | |

|  | Triplosphaeria acuta      |
|  |                           |
|  | Triplosphaeria cylindrica |
|  |                           |
|  | Triplosphaeria maxima     |
|  |                           |
|  | Triplosphaeria yezoensis  |
|  |                           |